# Georg Fleetwood (museiman)
Georg Wilhelm Fleetwood, född den 3 april 1882 i Göteborg, död den 2 augusti 1958 i Stockholm, var en svensk friherre och museiman. Han var sonson till Harald Fleetwood, dotterson till Gustaf Daniel Björck samt bror till Harald och Carl-Mårten Fleetwood. 
Fleetwood studerade vid Chalmerska institutet och gjorde praktik i utlandet 1913–1914. Efter provtjänstgöring i Livrustkammaren 1914 blev han amanuens där 1918 och intendent 1944. På uppdrag av Livrustkammaren verkställde Fleetwood ett flertal undersökningar av vapensamlingar i utlandet, bland annat studerade och katalogiserade han vapensamlingarna i Vatikanen i Rom 1929–1930. Han genomförde studieresor i England, Belgien, Frankrike, Italien, Tyskland och Algeriet 1913, 1921 och 1924. Fleetwood utgav Margareta Brahes svenska familjeporträtt i Hessen (1926), Die Waffensamlungen des Vatikans in Rom (1931), Rustkammaren på Jälunda (1933) samt skrev ett flertal uppsatser i vapenhistoriska och kulturhistoriska ämnen i facktidskrifter. Han var medarbetare i Bonniers konversationslexikon och i Svensk uppslagsbok. Fleetwood blev riddare av Vasaorden 1930 och av Nordstjärneorden 1937. Han vilar på Södertälje kyrkogård.